# Трушковский, Василий Тимофеевич
Василий Тимофеевич Трушко́вский (1939—2003) — советский и украинский кинооператор. заслуженный деятель искусств УССР (1990).

## Биография
Родился 27 августа 1939 года в Киеве в семье рабочего. Окончил курсы ассистентов операторов Киевской киностудии имени А. П. Довженко (1959) и операторский факультет ВГИКа (1970).
Работал ассистентом оператора на «Киевнаучфильме».
С 1973 года — оператор-постановщик Киевской киностудии имени А. П. Довженко. Работал с известными украинскими режиссёрами: В. С. Криштофовичем, М. А. Беликовым, В. Т. Денисенко, В. В. Ильяшенко.
Был членом НСКУ.
Умер 5 октября 2003 года в Киеве.

## Фильмография
- 1972 — Озарение
- 1973 — Повесть о женщинах
- 1974 — Тайна партизанской землянки; Волны Чёрного моря (7—8 серии, «Катакомбы»); Приглашение к танцу (с соавторами)
- 1977 — Перед экзаменом
- 1978 — Дивертисмент
- 1979 — Выгодный контракт
- 1981 — Ночь коротка
- 1985 — Какие же мы были молодые; Володя большой, Володя маленький
- 1986 — Капитан «Пилигрима»
- 1987 — Филёр; Одинокая женщина желает познакомиться
- 1988 — Автопортрет неизвестного
- 1988 — Дама с попугаем
- 1989 — Распад
- 1991 — Одиссея капитана Блада
- 1994 — Империя пиратов; Притча («Притча про светлицу»)
- 1995 — Осторожно! Красная ртуть!
- 1997 — Святое семейство

## Награды и премии
- заслуженный деятель искусств УССР (1990)
- Государственная премия УССР имени Т. Г. Шевченко (1986) — за художественные фильмы «Ночь коротка» (1981) и «Как молоды мы были» (1985) производства Киевской киностудии имени А. П. Довженко